# Paul Cameron (Kameramann)

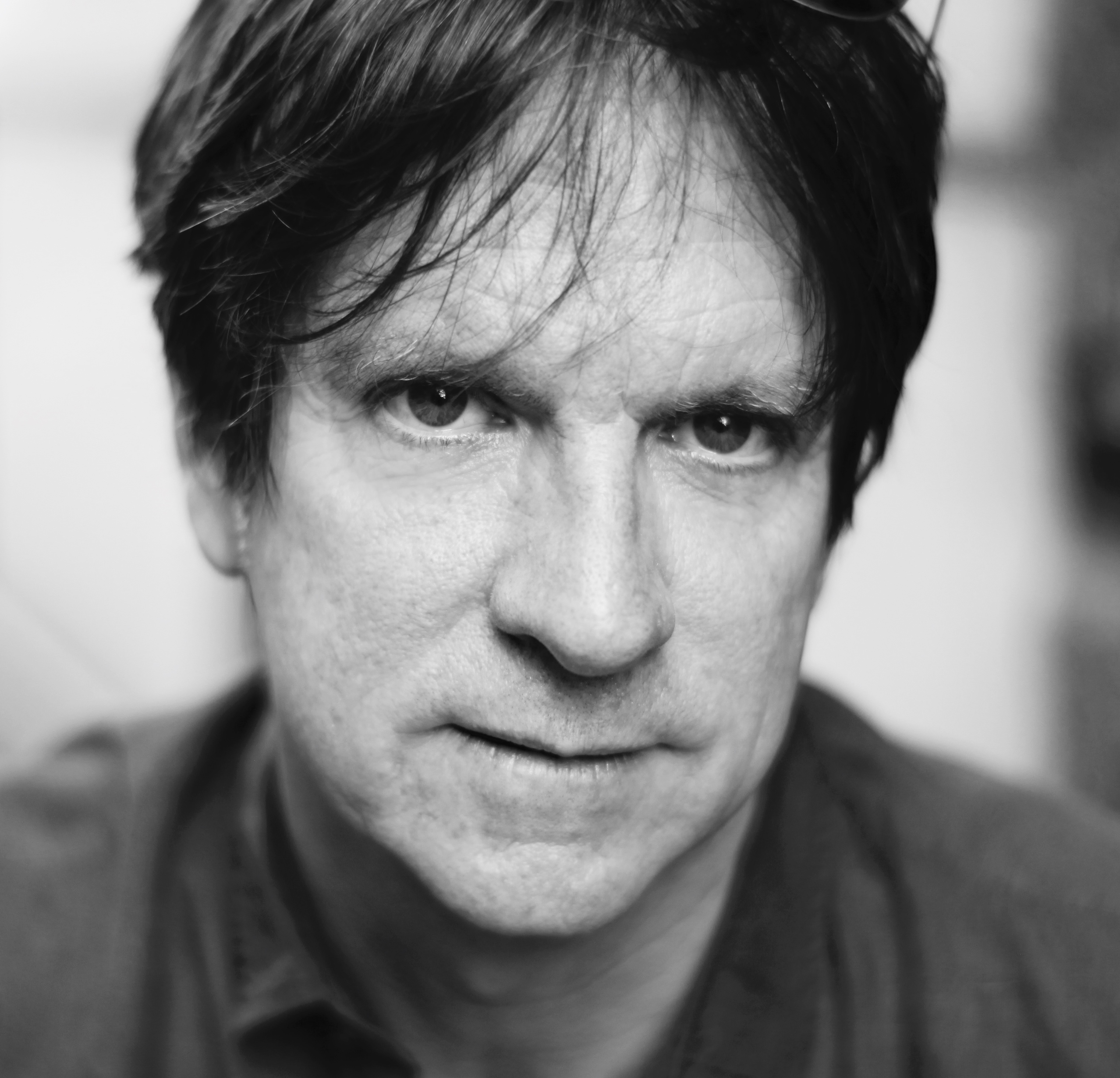
Paul Cameron

Paul Cameron (* 30. Mai 1958 in Montreal) ist ein kanadischer Kameramann und Regisseur.

## Leben
Geboren in Kanada wuchs Cameron in New York City auf. Er studierte an der State University of New York. Ab den frühen 1980er-Jahren war er als Kameraassistent und einfacher Kameramann tätig und wirkte als solcher an einigen Konzertfilmen und Dokumentationen mit. Seit 1986 ist er als eigenständiger Kameramann tätig. Er war an der Produktion mehrerer Musikvideos sowie Werbefilme beteiligt und ist selbst als Regisseur in der Werbebranche aktiv.
Für die Arbeit an Collateral (2004) wurden Cameron und sein Kollege Dion Beebe 2005 mit dem British Academy Film Award in der Kategorie Beste Kamera ausgezeichnet. Zudem erhielten die beiden bei den Los Angeles Film Critics Association Awards im Jahr 2004 eine Auszeichnung, ebenfalls für die Beste Kameraarbeit.
Bei einzelnen Folgen von Westworld führte er auch Regie.
Seit dem Jahr 2006 ist er Mitglied der American Society of Cinematographers.

## Filmografie (Auswahl)
- 1988: Die Verteilung von Blei (Distribution of Lead)
- 1995: Last Supper – Die Henkersmahlzeit (The Last Supper)
- 2000: Nur noch 60 Sekunden (Gone in Sixty Seconds)
- 2001: Passwort: Swordfish (Swordfish)
- 2002: Beat the Devil (Kurzfilm)
- 2004: Mann unter Feuer (Man on Fire)
- 2004: Collateral
- 2006: Déjà Vu – Wettlauf gegen die Zeit (Déjà Vu)
- 2006: In the Land of Women
- 2010: Henry & Julie – Der Gangster und die Diva (Henry’s Crime)
- 2012: Ein riskanter Plan (Man on a Ledge)
- 2012: Total Recall
- 2013: Dead Man Down
- 2016; 2020: Westworld (Fernsehserie)
- 2017: Pirates of the Caribbean: Salazars Rache (Pirates of the Caribbean: Dead Men Tell No Tales)
- 2018: The Commuter
- 2019: 21 Bridges
- 2021: Reminiscence – Die Erinnerung stirbt nie (Reminiscence)